# Вильховченко, Дмитрий Трофимович
Дмитрий Трофимович Вильховченко (11 (24) февраля 1902 — 5 июня 1958) — советский военный деятель, генерал-майор т/в (Постановление СНК № 638 от 29.05.1944).

## Начальная биография
Родился 24 (ст.ст. 11) февраля 1902 года в станице Павловская Кубанской области (ныне Павловского района Краснодарского края) в семье рабочего. Русский.

В царское время в кубанских атаманских станицах было сильное имущественное расслоение между богатыми коренными казаками, владевшими чернозёмными наделами и пришлой ( "иногородней") беднотой, работающих у казаков по найму. К  "иногородним" принадлежал и отец Дмитрия, работая каменщиком, штукатуром, печником. Семья была многодетной (4 мальчика и 2 девочки) и бедной. Мать, как тогда было принято, была домохозяйкой. Поэтому уже в 10 лет детство для Дмитрия закончилось: окончив церковно-приходскую школу (1912), он стал помогать семье, работая по найму пастухом, батраком, сапожником, чернорабочим.
Революцию беднота встретила горячо. Но лишь к 1921 году, после окончания Гражданской войны, советская власть утверждается на Кубани. В 1923 году Дмитрий Трофимович вступает в комсомол. Но повседневная жизнь ещё мало изменилась и Дмитрий Трофимович увидел для себя перспективы в армейской службе.  И в феврале 1924 года вступает добровольцем в РККА. В дальнейшем жизнь Дмитрия Трофимовича была связана с Армией, которой  он отдал более 30 лет. И Армия станет для него настоящим социальным лифтом, подняв бесправного батрака до боевого генерала.

## Военная служба

### Довоенные годы
На примере послужного списка Д.Т. Вильховченко можно заметить системность и продуманность порядков в молодой РККА:
- прежде чем попасть на вышестоящую должность нужно было, как правило, успешно закончить курсы повышения квалификации. Например, рядовой красноармеец  Д.Т. Вильховченко, прежде чем стать младшим командиром полка, закончил курсы младшего ком. состава. Так в РККА служба сочеталась с учёбой;
- служба на одном месте длилась не более 2-3 лет, потом военнослужащий получал новое назначение, со сменой места службы, часто со сменой военного округа. Тем самым накапливался опыт.

Также прослеживается механизация РККА:  Д.Т. Вильховченко служил сначала в кавалерийских войсках, затем в конно-артиллерийских и перед Великой Отечественной войной уже в танковых войсках.
В феврале 1924 года добровольно вступил в РККА — красноармеец 45-го кавалерийского полка 12-й отдельной кавалерийской бригады Северо-Кавказского ВО.
Там же избирался комсоргом.
С января по сентябрь 1925 года — курсант школы младших командиров начальствующего состава при 3-й отдельной кавалерийской бригады (Северо-Кавказского ВО).
С сентября 1925 по октябрь 1929 года — младший командир 69-го кавалерийского полка 12-й кавалерийской дивизии Северо-Кавказского ВО.
Член ВКП(б) с августа 1926 года. Принят политотделом 12-й кавалерийской дивизии. Избирался парторгом.
До сентября 1929 года — сверхсрочник.
С сентября 1929 года по март 1931 года — учёба в Краснодарской совпартшколе 2-й ступени. Направлен из полка по разверстке (из личного листка по учёту кадров). Выбор пал именно на Д.Т. Вильховченко, так как он успешно выполнял обязанности сначала комсорга, а затем и парторга. 
Учёбу окончил с отличием. Там же был секретарем большой парторганизации примерно в 600 человек. Одновременно получил диплом о среднем, 7-летнем образовании.
С мая по сентябрь 1931 года — учёба на краевых курсах подготовки преподавателей ВУЗов, г. Геленджик, на Экономическом факультете. Послан руководством совпартшколы, которое заметило у Дмитрия Трофимовича глубокий интерес к предметам и решило оставить его работать преподавателем, организовав направление через горкомом партии.
После окончания курсов возвращается в Краснодарскую СПШ 2-й ступени, где работает преподавателем политэкономии и заведующим учебной частью.
В мае 1932 года вызван на военно-политическую службу по партийной мобилизации, как политрук запаса.
С мая по октябрь 1932 года — слушатель 6-месячных курсов Особого сбора политсостава запаса при Военно-политической академии имени Н.Г. Толмачёва (с 1 января 1938 года — академия имени В.И. Ленина), г. Ленинград. Специальность: старший инструктор политотдела дивизии.
С 3 ноября 1932 года — ст. инструктор политотдела 10-й кавалерийской дивизии (Северо-Кавказский ВО), город Пятигорск (юг Ставропольского края, район Минеральных вод).
С мая 1934 года — помощник командира по политической части 10-го конно-артиллерийского полка 10-й кавалерийской дивизии, город Георгиевск (юг Ставропольского края, район Минеральных вод).
С июня 1937 года — военный комиссар 10-го конно-артиллерийского полка 10-й кавалерийской дивизии. Приказом НКО № 3922/п от 15.12.1937 года утверждён в должности; город Георгиевск.
1937-1938 годы — сдал экстерном экзамены за 10-летнюю школу.
С апреля 1939 по ноябрь 1939 года — военный комиссар 37-го танкового полка 10-й кавалерийской дивизии. Приказом НКО № 02/13 от 23.05.1939 года утверждён в должности; город Георгиевск.
С ноября 1939 по декабрь 1940 года — слушатель Курсов усовершенствования политисостава при Главном Политическом Управлении; военный городок Власиха (Московская область, ныне Одинцово-10), поселок Перхушково.
 
Специальность: заместитель командира бригады по п/ч.
С 9 декабря 1940 года — заместитель командира по политической части 50-й легко танковой бригады; Забайкальский военный округ, под г. Чита (Административный центр Забайкальского края), поселок Песчанка. Приказ НКО № 00131 от 09.12.1940 года.
С 11 марта 1941 года — начальник политотдела вновь формируемой 57-й танковой дивизии. Дивизия была сформирована на основе указанной выше 50-й танковой бригады. Район формирования дивизии г. Баин-Тумен (Монголия, ныне Чойбалсан), Забайкальский военный округ.
С апреля 1941 года — заместитель командира по политической части и начальником отдела политпропаганды 57-й танковой дивизии.

### Великая Отечественная война

#### Первые дни войны
Известие о начале войны 57-я танковая дивизия (командир - полковник В.А. Мишулин) встретила в пути, во время дислокации из Забайкальского ВО в Киевский ВО, на 48 ж-д эшелонах. 
Первые эшелоны прибывали на станции Юго-Западной ж-д, вливались в созданные группы войск и сразу вступали в бой.

Дивизионный замполит Д.Т. Вильховченко участвовал в боях в составе 114 полка дивизии, включенного в 16-ю армию Юго-Западного фронта.

С 26 июня по 2 июля 1941 года полк воевал в районе ж-д станции Шепетовка, где бойцы полка удерживали переправу через Днепр, сдерживая превосходящие силы противника, имевшему ещё и безраздельное господство в воздухе
.
Далее, поредевший 114-й полк перебрасывается на Западный фронт, где соединяется со своей 57-й танковой дивизией. Собрав свои части, дивизия в составе 20‑й армии ведет тяжелые оборонительные бои в Белоруссии и в Смоленской области.

#### Выход из первого окружения
В конце июля 1941 г. дивизия, выполняя роль арьергарда, прикрывала Соловьёву переправу через реку Днепр у одноимённой деревни. Эта переправа была единственным местом, через которое велось материально-техническое обеспечение войск Западного фронта в районе г. Смоленска.
В ходе этих боевых действий командир дивизии В.А. Мишулин был ранен осколком мины в голову, почувствовал себя плохо и по настоянию комиссара дивизии полкового комиссара Д.Т. Вильховченко дал согласие ехать в госпиталь. По дороге заехал на Командный Пункт 16-й армии и доложился командарму М.Ф. Лукину. Врач штаба сделала перевязку и командир дивизии героически вернулся в свою дивизию чтобы быть рядом.
Вскоре дивизия была отрезана от своих войск и попала в окружение. Начались многодневные тяжелые бои. Кончались боеприпасы, горючее и продовольствие, а все пути их доставки были отрезаны. 20 июля получен приказ выходить из окружения самостоятельно. За счет искусных манёвров это удалось сделать только 13-14 августа, перейдя вброд реку Вопь на участке 108-й стрелковой дивизии 20-й армии (командарм М.Ф. Лукин, назначенный только 8 августа).
За проявленный героизм 57-я танковая дивизия была награждена орденом Красного Знамени - первой в РККА
,

a Д.Т. Вильховченко удостоился своего первого ордена Ленина.

Награждение комиссара Вильховченко Д.Т. орденом перед строем отличившихся бойцов. Кадр из военной кинохроники.

Награждал всех отличившихся в этих боях прямо на поляне в смоленских лесах бригадный комиссар, Член Военного Совета Д.А. Лестев. Эпизод награждения бойцов вошёл первой частью в Союзкиножурнал № 90 от 16 сентября 1941 года. 
В годы Великой Отечественной войны в регулярных выпусках «Союзкиножурнала» была представлена военная кинохроника. Выпуски показывали перед киносеансами. Указанный выпуск Союзкиножурнала можно посмотреть на Youtube канале "Союзкинохроника".
Командиру дивизии полковнику В.А Мишулину было присвоено звание Героя Советского Союза с вручением ордена Ленина и медали «Золотая Звезда», и присвоено воинское звание «генерал-лейтенант танковых войск».
 
Он был принят в Кремле И.В. Сталиным и назначен на должность первого заместителя начальника Главного Бронетанкового Управления.

#### Выход из второго окружения
После кровопролитных боёв 57-я танковая дивизия, прямо на фронте, 28 августа 1941 года была переформирована в 128-ю танковую бригаду Архивная копия от 2 сентября 2021 на Wayback Machine, военным комиссаром был назначен Д.Т. Вильховченко, а командиром - подполковник П.В. Шупилюк (ранее командовавший 114-м танковым полком 57-й танковой дивизии).
2 октября 1941 года противник силами группы армий «Центр» начал наступление западнее Вязьмы, действуя не как обычно вдоль дороги Смоленск-Вязьма-Москва, а севернее и южнее, по проселочным дорогам. На стороне противника было ещё и полное превосходство в воздухе. В результате фронт был прорван. Это наступление потом закончится крупным поражением Красной Армии с окружением четырёх армий в так называемом Вяземском котле. Для ликвидации прорыва  в полосе 30-й армии командование Западного Фронта создает оперативную группу генерал-лейтенанта И.В. Болдина, в которую вошла и 128-я танковая бригада.
С 3 по 13 октября 1941 года бригада вела ожесточённые бои у посёлка Холм-Жирковский, к северо-востоку от города Смоленска с превосходящими силами противника и проявила несгибаемую стойкость.
 Д.Т. Вильховченко вместе с командиром бригады П.В. Шупилюком не выходили из боя весь период и находились на самой передовой линии вместе с пешими бойцами и экипажами.
 
Командующий группой войск генерал-лейтенант И.В. Болдин дал высокую оценку бригаде за прошедшие бои и назначил Д.Т. Вильховченко Председателем Рев. трибунала его группы войск.

10 октября 1941 года погиб командир 128-й танковой бригады, подполковник П.В. Шупилюк (пропал без вести), который так и не успел получить за свой героизм награды. И военный комиссар Д.Т. Вильховченко взял командование поредевшей бригады на себя.

Командир группы войск генерал-лейтенант И.В. Болдин и помощник командующего Западным фронтом по автобронетанковым войскам генерал-майор Д.К. Мостовенко прибыли на позиции бригады и вместе с комиссаром Д.Т. Вильховченко лично вели в бой пехоту при организации прорыва из вражеского окружения у с. Богородского. Но столкнулись с сильным артиллерийским обстрелом, который унес жизни  многих бойцов и командиров. По инициативе комиссара Д.Т. Вильховченко генерал-лейтенант И.В. Болдин был выведен из под огня.

Закончились горючее и боеприпасы, но бригада начала пробиваться из полного окружения только по приказу командующего группой войск И.В. Болдина.

Раненый в голову и с двумя контузиями, комиссар Д.Т. Вильховченко вывел с боями отряд из 78 бойцов с воинскими знаками отличия, с оружием и знаменем бригады.

Результаты бригады были высоко оценены. Несмотря на 6-7 кратное превосходство противника, особенно в технике, на участке бригады захватчик  не смог продвинуться. За период этих боев бригада уничтожила 96 танков, 22 бронемашины, 3 самолёта, более 2-х батальонов живой силы, до 200 транспортных автомобилей, 28 орудий, 14 пулемётов 6 миномётных батарей и др. Разгромила штаб немецкого полка и захватила ценные документы.

За проявленный героизм Д.Т. Вильховченко был представлен к ордену Красного Знамени.

Командующему группой войск генерал-лейтенанту И.В. Болдину также удалось осуществить прорыв и, с ранением, выйти к своим.

Высокую оценку действиям всей группы войск дал Командующий Западным фронтом маршала Советского Союза С.К. Тимошенко.
Задержка с награждением комиссара Д.Т. Вильховченко орденом Красного Знамени (1943 г. вместо 1941 г.) объясняется тем, что первое представление, отправленное с фронта, сгорело под бомбежкой.
 
Потом последовали госпиталь, новое назначение, но главное, комиссар не решался отрывать от дел своего бывшего командира. Тот, после лечения, был назначен командующим 50-й армией, которая под его руководством успешно прикрывала Тульское направление в важнейшей Битве за Москву.
Более года Д.Т. Вильховченко не решался написать о повторном представлении. Ещё были сомнения: время на фронте спрессовано и события накладываются одно на другое. Вспомнит ли командир те события?

Наконец, Д.Т. Вильховченко решился и написал в штаб 50-й армией. Оказалось, что генерал-лейтенант И.В. Болдин все прекрасно помнил и тут же написал повторное представление, которое и восстановило справедливость.

#### Дальнейшая служба
С декабря 1941 по февраль 1942 года на излечении в госпитале в Москве.
Приказом НКО № 050 от 03.02.1942 года назначен военным комиссаром штаба Главного автобронетанкового управления.

Митинг в День Победы 9 мая 1945 года у стен Академии БТ и МВ. Замполит Академии Вильховченко Д.Т. стоит около трибуны.

Приказом НКО № 01044 от 15.02.1943 года назначен заместителем начальника по политработе Военной ордена Ленина академии бронетанковых и механизированных войск РККА им. И. В. Сталина.
Генерал-майор т/в Д.Т. Вильховченко — участник легендарного Парада Победы на Красной площади Москвы 24 июня 1945 года. В Параде, помимо сводных полков фронтов, участвовали также сводные парадные полки военных Академий, военных и суворовские Училищ в составе войск Московского гарнизона.
  
Генерал-майор Д.Т. Вильховченко шёл в голове Сводного парадного полка Военной академии бронетанковых и механизированных войск им. И. В. Сталина, как заместитель начальника Академии по политработе. Полк на Параде был самым большим из полков учебных заведений и шёл третьим по порядку в числе полков учебных заведений.

Как участник Парада Победы и фронтовик Д.Т. Вильховченко получил медаль «За победу над Германией в Великой Отечественной войне 1941—1945 гг.».
Позже выйдут две юбилейных книги об Академии: к 40-летию и к 50-летию. В обоих будет страница о вкладе заместителя начальника академии по политической части генерал-майорe т/в Д.Т. Вильховченко, и его фото
.

### Послевоенные годы
С 7 июля 1946 года — заместитель начальника штаба по политической части Северной Группы Войск (СГВ) СССР, город Легница, Польша (первым командующим СГВ был маршал К. К. Рокоссовский).

Легница — крупный транспортный узел, через который шло снабжение всей группы войск.

За подготовку кадров для Войска Польского в 1946 году награждён польским орденом Virtuti militari (в переводе «Военной доблести») 1-го класса со звездой.
С 29 марта 1948 года — в распоряжении Главного политического управления Вооруженных сил СССР; г. Москва.
С 22 июня 1948 года — заместитель командующего бронетанковых и механизированных войск (БТ и МВ) по политической части Закавказского военного округа; город Тбилиси.
С 9 марта 1950 по апрель 1951 года — слушатель Курсов переподготовки политсостава при Военно-политической академии им. В. И. Ленина; Московская область, поселок Перхушково.
С 21 марта 1951 года — заместитель командующего бронетанковых и механизированных войск (БТ и МВ) по политической части Группы советских оккупационных войск в Германии (ГСОВГ); город Вюнсдорф — пригород Берлина, где находилось Управление ГСОВГ. Ранее там размещалось Верховное командование сухопутных войск вермахта.
С 10 апреля 1954 года — заместитель начальника по политической части Основного курса Высшей военной академии им. К. Е. Ворошилова (с 1958 года — Военная академия Генерального штаба Вооружённых Сил СССР).
С 28 июля 1956 года — в распоряжении Главного Политического Управления.
Приказом МО СССР № 04126 от 23.08.1956 года уволен в запас по ст. 59б (по болезни) с правом ношения военной формы одежды.

#### Смерть по пути на малую Родину
Осуществить свою давнюю мечту побывать на своей малой Родине, где его уже ждали, генерал-майору не позволило состояние здоровья. 5 июня 1958 года Д.Т. Вильховченко скончался по дороге в родную станицу Павловская,  в г. Краснодаре, где сделал остановку, чтобы повидаться с друзьями молодости.
Похоронен, как и просил перед смертью, в г. Краснодаре (на Всесвятском кладбище). 
В мае 1983 года прах перезахоронили на новом Славянском кладбище г. Краснодара, на почетном участке № 20.

### Воинские звания
- Старший политрук (Приказ НКО № 0755/п от 17.11.1936)
- Батальонный комиссар (Приказ НКО № 3922/п от 15.12.1937)
- Старший батальонный комиссар (Приказ НКО № 0502/п от 24.02.1941)
- Полковой комиссар (Приказ НКО № 01941/п от 31.07.1941)
- Полковник (Приказ НКО № 0384/п от 20.01.1943)
- Генерал-майор т/в (Постановление СНК № 638 от 29.05.1944)[1].

## Награды
- Орден Ленина (10.08.1941)[17]
- Орден Ленина (3.06.1952)[22]
- три Орден Красного Знамени (29.06.1943, 30.04.1947, 30.12.1956)[23]
- Орден Отечественной войны І степени (13.09.1945)[24]
- Орден Красной Звезды (03.11.1944)[25]
- Медаль «За оборону Москвы» (01.05.1944)[26],
- Медаль «За победу над Германией в Великой Отечественной войне 1941—1945 гг.» (09.05.1945)[27],
- Польский орден "Виртути милитари" (в переводе «Военной доблести») 1-го класса со звездой, (1946).
- Медаль «В память 800-летия Москвы» (1947),
- Юбилейная медаль «30 лет Советской Армии и Флота» (22.02.1948),

## Образование
- 1912 г. - окончил 2 класса церковно-приходской школы;
- 1925 г. - окончил школу младших командиров при 3-й отд. кавалерийской бригады Северо-Кавказского военного округа;
- 1931.03 г. - окончил Краснодарскую совпартшколу 2-й ступени. Одновременно получил диплом о среднем, 7-летнем образовании;
- 1931.09 г. - окончил краевые курсы преподавателей ВУЗов, Экономический факультет, г. Геленджик
- 1932.10 - окончил 6-месячные курсы Особого сбора политсостава запаса при Военно-политической академии имени Н.Г. Толмачёва (с 1 января 1938 года - им. Ленина), г. Ленинград. Специальность: ст. инструктор политотдела дивизии;
- 1938 г. - сдал экстерном экзамены за 10-летнюю школу;
- 1940 г. - окончил Высшие Курсы Усовершенствования Полит. Состава при Главном Политическом Управлении. Специальность: заместитель командира бригады по п/ч;
- 1951.04 г. - окончил Курсы переподготовки политсостава при Военно-политической академии им. В. И. Ленина.

## Память
- в Союзкиножурналe № 90 от 16 сентября 1941 года бригадный комиссар, Член Военного Совета Д.А. Лестев награждает полкового комиссара Д.Т. Вильховченко орденом Ленина как отличившегося в боях под Смоленском[9]. Указанный выпуск Союзкиножурнала можно посмотреть на Youtube канале "Союзкинохроника"[11].
- В двух юбилейных книгах об Академии БТВ - к 40-летию и к 50-летию - есть страницы о вкладе заместителя начальника академии по политической части генерал-майорe т/в Д.Т. Вильховченко, и его фото[20][21].
- На сайте Генералы РККА и Адмиралы РККФ, 1941-1945 гг. есть посвященная ему страница.
- На сайте ТАНКОВЫЙ ФРОНТ 1939-1945 есть посвященная ему страница.
- На сайте Историко-краеведческого музея родной станицы Павловская в рубрике «ОТЕЧЕСТВА ДОСТОЙНЫЕ СЫНЫ» есть посвященная ему страница.
- На могиле установлен надгробный памятник.
- Его имя увековечено в Главном Храме Вооружённых сил России, и навсегда запечатлено на мемориале «Дорога памяти» Архивная копия от 1 сентября 2021 на Wayback Machine.
- Его именем названа улица в родной станице Павловская[2].